# Neuenstein (Baden-Württemberg)
Neuenstein település Németországban, azon belül Baden-Württembergben. Lakosainak száma 6722 fő (2023. december 31.).

## Népesség
A település népessége az elmúlt években az alábbi módon változott:
| Lakosok száma | 5016 | 5103 | 5185 | 4903 | 5347 | 6003 | 6164 | 6255 | 6301 | 6722 |
|               | 1961 | 1967 | 1974 | 1980 | 1987 | 1993 | 2000 | 2006 | 2013 | 2023 |